# Anna Nagata
Anna Nagata (jap. 永田 杏奈, Nagata Anna; * 29. März 1982, in Tokyo, Japan) ist eine japanische Filmschauspielerin.
Nagata spielte die Hirono Shimizu in Battle Royale und trat als Yoko Okazaki in The Call auf.

## Filmografie (Auswahl)
- 2000: Battle Royale
- 2003: The Call
- 2006: Kamen Ridden kabuto
- 2007: Air Gear